# Maureen O'Brien
Maureen O'Brien (Liverpool, 29 giugno 1943) è un'attrice e scrittrice inglese.

## Carriera
Nel 1965 interpretò il ruolo di Vicki in 38 episodi della serie televisiva Doctor Who, al fianco del Primo Dottore (William Hartnell).
In seguito è apparsa come guest star in diverse produzioni televisive, tra cui The Legend of King Arthur (in cui interpretava Morgana) e il medical drama Casualty, in cui interpretò il ruolo di Elizabeth Straker.
O'Brien ha inoltre scritto una serie di romanzi gialli: Close-Up on Death (1989), Deadly Reflection (1993), Mask of Betrayal (1998), Dead Innocent (1999), Revenge (2001) e Unauthorised Departure (2003).

## Filmografia parziale

### Cinema
- She'll Be Wearing Pink Pyjamas, regia di John Goldschmidt (1985)
- Zina, regia di Ken McMullen (1986)
- The Land Girls - Le ragazze di campagna (The Land Girls), regia di David Leland (1998)
- Con la testa tra le stelle (The Closer You Get), regia di Aileen Ritchie (2000)
- The Blind Date, regia di Nigel Douglas (2000)

### Televisione
- Doctor Who – serie TV, 38 episodi (1965)
- Mr. Dickens of London, regia di Barry Morse – film TV (1967)
- The Legend of King Arthur – serie TV, 7 episodi (1979) – Fata Morgana
- On the Shelf, regia di Michael Rolfe – film TV (1984)
- Casualty – serie TV, 15 episodi (1987)
- The Fortunes and Misfortunes of Moll Flanders, regia di David Attwood – film TV (1996)
- A Royal Scandal, regia di Sheree Folkson – film TV (1997)
- Falling for a Dancer, regia di Richard Standeven – film TV (1998)